# أشعة تيراهيرتز

يقع نطاق أشعة تيراهرتز بين الأشعة تحت الحمراء وميكروويف ، يبلغ طول موجتها بين 1 مليمتر و100 ميكرومتر.

تيراهيرتز أو  تيرا هرتز هو التردد الذي تتذبذب به موجة كهرومغناطيسية تقع في الحيز بين الموجات تحت الحمراء وموجات المايكروويف. ويتراوح تردد موجات أشعة تيراهيرتز بين 0.3 تيراهيرتز إلى 3 تيراهيرتز. وتيرا سابقة تعني 1012. أي أن تيرا هرتز تعني شعاعا كهرومغناطيسيا يبلغ تردده نحو 1012 في الثانية . هذا يعادل طول موجة قدره نحو 1 مليمتر.
تتميز هذه الموجات بصعوبة إنتاجها وصعوبة استقبالها وامتصاصها وبانعكاسها الشديد من قبل المعادن. تستخدم في الأغراض الطبية لعدم ضررها بالإنسان, وفي التصوير, والاتصالات قصيرة المدى, وعلم الأطياف . كما ظهرت تطبيقات جديدة لهذه الأمواج في اكتشاف الأسلحة المخبأة تحت الملابس حيث تتميز هذه الأشعة بقدرتها على اختراق المنسوجات والبلاستيك والتقاط صور دقيقة للجسم عبر الملابس، وهو ما وضع استخدام هذه الأشعة موضع جدل.
من الطرق المتبعة لتوليد هذه الأمواج هو ضخ غاز الميثان باشعة تحت الحمراء، ومن الطرق أيضا عن طريق البصريات غير الخطية (Nonlinear optics)، واستخدام المزج الضوئي، واستخدام الهوائيات المهيجة باستخدام النبضات الضوئية القصيرة.

## اقرأ أيضا
- ضوء مرئي
- أشعة سينية
- أشعة غاما
- طيف
- مطيافية